# Comté de Châteauguay
Pour les articles homonymes, voir Châteauguay (homonymie).
Le comté de Châteauguay était un comté municipal du Québec ayant existé entre 1855 et le début des années 1980. Le territoire qu'il couvrait fait aujourd'hui partie de la région de la Montérégie et est compris dans les MRC de Roussillon, du Haut-Saint-Laurent et de Beauharnois-Salaberry. Son chef-lieu était la ville de Châteauguay.

## Municipalités situées dans le comté
- Châteauguay
- Howick
- Léry
- Mercier (appelée Sainte-Philomène avant 1968)
- Ormstown
- Sainte-Clothilde
- Sainte-Martine
- Saint-Urbain-Premier
- Saint-Chrysostome